# 晋江话
晋江话（白話字：Chìn-kang-ōe）属于闽南语泉州话，晋江各镇腔调小有区别，东南北各镇是讲的是泉州海口腔闽南语，泉州海口腔以青阳、石狮为代表。西面的池店个别村、紫帽、磁灶大部分村，内坑、安海和东石大部分讲的是泉州府城腔闽南语，其中泉州市鯉城區腔调是作为泉州府城腔的代表，泉州的本土的音樂南音（南管）、戏剧高甲戏（九甲戏）等以泉州府城腔为准。府城腔是泉州话的代表，臺灣島中部沿海一带「海口腔」（偏泉腔）近似于泉州府城話（部分韻母漳州化，如「千」tshing33，不讀tshuinn33;「色」讀sik5，不讀siak5）。